# Центр кола дев'яти точок

Трикутник, описане навколо нього коло (чорне) та його центр (чорний), висоти трикутника (частина висоти, розташована всередині кола Ейлера, синя, а поза ним — чорна) та коло дев'яти точок (синє) і його центр (синій)

Коло дев'яти точок, або коло Ейлера, проходить через дев'ять важливих точок трикутника — середини сторін, основи трьох висот і середини відрізків, що з'єднують ортоцентр з вершинами трикутника. Центр цього кола вказаний як точка X(5) в енциклопедії центрів трикутника Кларка Кімберлінга.

## Властивості
- Центр кола дев'яти точок {\displaystyle O_{9}} лежить на прямій Ейлера трикутника посередині між ортоцентром {\displaystyle H} і центром описаного кола {\displaystyle O}. Центроїд {\displaystyle M} також лежить на цій лінії на відстані 2/3 від ортоцентра до центра описаного кола[2][3], так, що

{\displaystyle O_{9}O=O_{9}H=3O_{9}M~.}
Таким чином, якщо пара з цих чотирьох центрів відома, положення двох інших легко знайти.
- Ендрю Гінанд[en] 1984 року, досліджуючи задачу, нині відому як задача визначення трикутника Ейлера, показав, що якщо положення цих центрів для невідомого трикутника задано, то інцентр трикутника лежить всередині ортоцентроїдального кола[en] (кола, діаметром якого є відрізок між центроїдом і ортоцентром). Тільки одна точка всередині цього кола не може бути центром вписаного кола — це центр дев'яти точок. Будь-яка інша точка всередині цього кола визначає єдиний трикутник[4][5][6][7].
- Відстань від центра кола дев'яти точок до інцентра {\displaystyle I} задовольняє формулам:

{\displaystyle IO_{9}<{\dfrac {1}{2}}IO~,}
{\displaystyle IO_{9}={\dfrac {1}{2}}(R-2r)<{\frac {R}{2}}~,}
{\displaystyle 2R\cdot IO_{9}=OI^{2}~,}
де {\displaystyle R} і {\displaystyle r} — радіуси описаного і вписаного кіл відповідно.
- Центр кола дев'яти точок є центром описаного кола серединного трикутника, ортотрикутника і трикутника Ейлера[8][3]. Загалом, ця точка є центром описаного кола трикутника, який має вершинами будь-які три з дев'яти перерахованих точок.
- Центр кола дев'яти точок збігається з центроїдом чотирьох точок — трьох точок трикутника і його ортоцентра[9].
- З дев'яти точок на колі Ейлера три є серединами відрізків, що з'єднують вершини з ортоцентром (вершини трикутника Ейлера — Феєрбаха). Ці три точки є відображеннями середин сторін трикутника відносно центра кола дев'яти точок.
- Таким чином, центр кола дев'яти точок є центром симетрії, що переводить серединний трикутник у трикутник Ейлера — Феєрбаха (і навпаки)[3].
- За теоремою Лестер центр кола дев'яти точок лежить на одному колі з трьома іншими точками — двома точками Ферма і центром описаного кола[10].

Точка Косніти, ізогонально спряжена центру кола дев'яти точок

- Точка Косніти трикутника, пов'язана з теоремою Косніти, ізогонально спряжена центру кола дев'яти точок[11]. (див. рис.)
- Пряма {\displaystyle X(485)X(486)}, що проходить через дві точки Вектена {\displaystyle X(485)} і {\displaystyle X(486)}, перетинає пряму Ейлера у центрі дев'яти точок трикутника {\displaystyle ABC}.

## Координати
Трилінійні координати центра кола дев'яти точок рівні:
{\displaystyle \cos(B-C):\cos(C-A):\cos(A-B)}
{\displaystyle =\cos A+2\cos B\cos C:\cos B+2\cos C\cos A:\cos C+2\cos A\cos B}
{\displaystyle =\cos A-2\sin B\sin C:\cos B-2\sin C\sin A:\cos C-2\sin A\sin B}
{\displaystyle =bc[a^{2}(b^{2}+c^{2})-(b^{2}-c^{2})^{2}]:ca[b^{2}(c^{2}+a^{2})-(c^{2}-a^{2})^{2}]:ab[c^{2}(a^{2}+b^{2})-(a^{2}-b^{2})^{2}]~.}
Барицентричні координати центра рівні:
{\displaystyle a\cos(B-C):b\cos(C-A):c\cos(A-B)}
{\displaystyle =a^{2}(b^{2}+c^{2})-(b^{2}-c^{2})^{2}:b^{2}(c^{2}+a^{2})-(c^{2}-a^{2})^{2}:c^{2}(a^{2}+b^{2})-(a^{2}-b^{2})^{2}~.}